# Chadwick Boseman
Chadwick Aaron Boseman, né le 29 novembre 1976 à Anderson (Caroline du Sud) et mort le 28 août 2020 à Los Angeles (Californie), est un acteur américain.
Il est révélé pour ses interprétations de Jackie Robinson dans le drame sportif 42 (2013), puis de James Brown dans le film biographique musical Get on Up (2014). Il convainc ensuite dans les drames Message from the King et Marshall, tous deux sortis en 2017.
Il rejoint l'univers cinématographique Marvel pour prêter ses traits au personnage de T'Challa. Il endosse le costume pour la première fois dans le blockbuster à succès Captain America: Civil War (2016) d'Anthony et Joe Russo, avant un film solo, Black Panther, réel plébiscite critique et public, suivi d'Avengers: Infinity War — tous deux sortis en 2018 — et d'Avengers: Endgame sorti en 2019. Il lutte durant quatre années contre le cancer du côlon qui l'emporte à 43 ans, continuant à tourner ses derniers rôles sans révéler sa maladie.

## Biographie

### Jeunesse et formation
Fils de Leroy, un travailleur d'une usine de textile ayant une affaire de tapisserie d'ameublement, et de Carolyn, une infirmière, Chadwick Aaron Boseman est né en Caroline du Sud et a grandi dans la ville d'Anderson. Il est le plus jeune d'une fratrie de trois enfants.
En 1995, il obtient son diplôme de fin d'études à l'école secondaire T.L. Hanna et, en 2000, il obtient un Bachelor en beaux-arts à l'université Howard à Washington. Il est également diplômé de la British American Drama Academy à Oxford. Son programme à Oxford lui est financé par l'acteur américain Denzel Washington par l'intermédiaire de l'actrice Phylicia Rashād, professeur de Boseman à Howard,.
Ayant pour objectif d'écrire et diriger, il commence d'abord par étudier le théâtre pour apprendre et comprendre le métier d'acteur. Par la suite, il obtient son diplôme à la Digital Film Academy de New York. Il est également instructeur au théâtre du Schomburg Junior Scholars Program[réf. souhaitée].

### Carrière

#### Débuts et percée télévisuelle (2003-2011)
Au milieu des années 2000, Chadwick Boseman parvient à se faire un nom, devenant une des valeurs montantes du petit écran grâce à des rôles dans des séries policières comme New York 911, New York, police judiciaire, Les Experts : Manhattan.
En 2008, il s'installe à Los Angeles pour poursuivre et enrichir sa carrière d'acteur. Il réalise, cette année-là, son premier court métrage, Blood Over a Broken Pawn, dans lequel il enfile aussi la casquette de scénariste et producteur et qui lui permet de remporter le prix du meilleur court-métrage lors du festival du film noir d'Hollywood.
Il décroche ainsi son premier rôle récurrent, entre 2008 et 2009, pour la série télévisée dramatique et familiale Retour à Lincoln Heights, intervenant dans quelques épisodes de la troisième et quatrième saison.
Entre-temps, il continue d'apparaître régulièrement, sur le petit écran, dans des séries tels qu'Urgences, Lie to Me et Cold Case : Affaires classées. Il tourne aussi son premier long métrage pour le film biographique dramatique et sportif, bien reçu par la critique, The Express de Gary Fleder, mais n'a qu'un petit rôle.
En 2010, il joue dans l'éphémère série dramatique Persons Unknown, faisant partie de la distribution principale aux côtés de Jason Wiles, Daisy Betts et Lola Glaudini, mais ce show mystérieux dure seulement une saison, constituée de treize épisodes.
Il s'ensuit de nombreuses interventions sur le petit écran (The Glades, Castle, Detroit 1-8-7, Justified, Fringe) qui lui permettent de se faire remarquer et enfin, de décrocher des rôles plus importants au cinéma.

#### Ascension cinématographique (2012-2017)

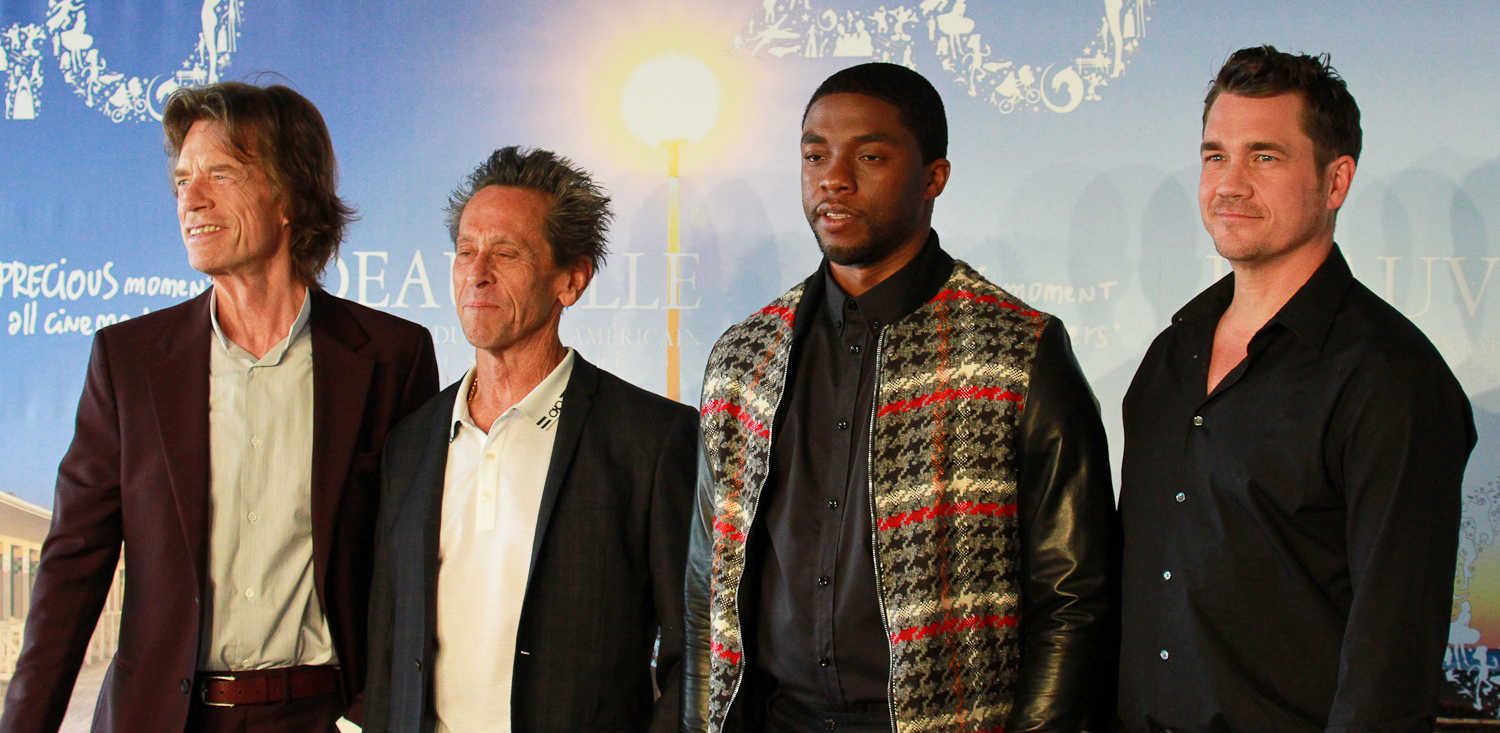
La distribution principale du film Get on Up au Festival du cinéma américain de Deauville en 2014.

En 2012, Chadwick Boseman est ainsi l'un des premiers rôles du film d'action indépendant, The Kill Hole, aux côtés de Tory Kittles, Peter Greene et Billy Zane mais le projet est très mal accueilli par la critique. La même année, il réalise et produit son second court métrage, Heaven.
Ce sont ses rôles dans les longs métrages biographiques 42 en 2013 et Get on Up en 2014 qui le propulsent en tant qu'acteur. Dans le premier, il interprète le premier joueur de baseball afro-américain à avoir évolué en ligue majeure, Jackie Robinson et dans le second, il incarne le pape du funk, James Brown. 

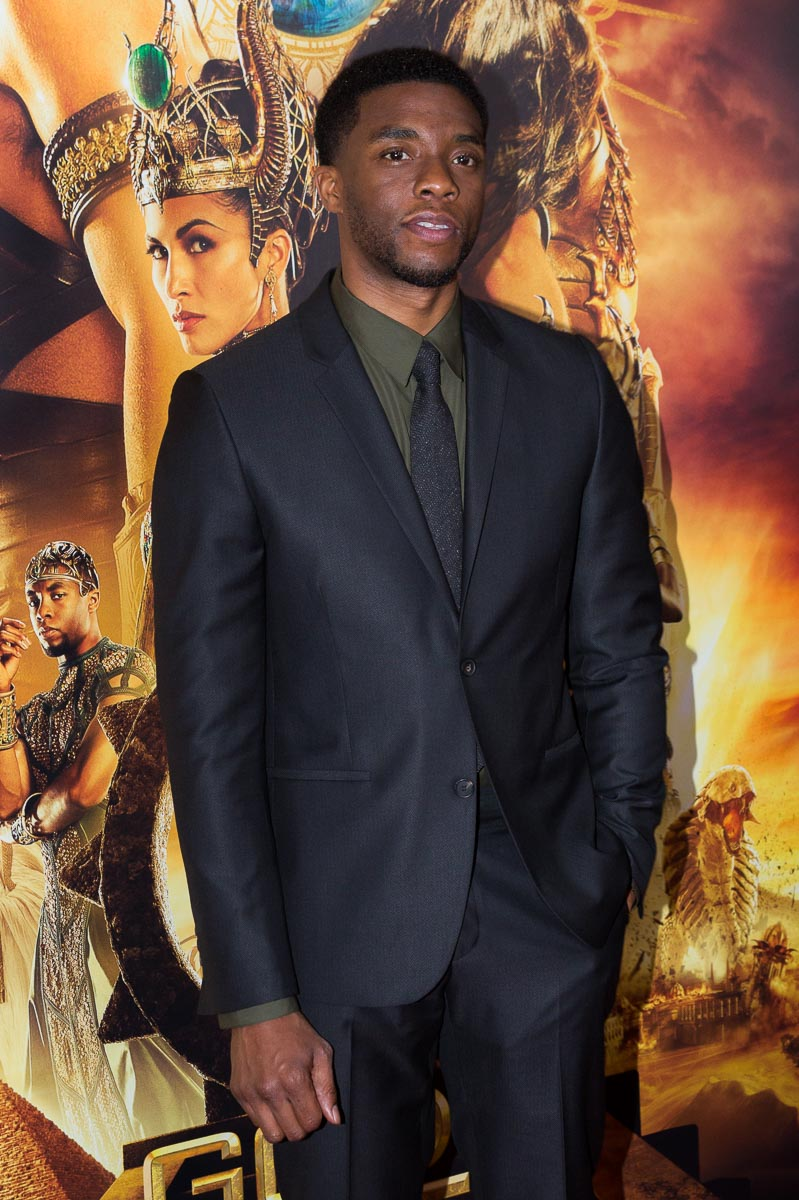
Chadwick Boseman lors d'une avant-première de Gods of Egypt en 2016.

En 2016, il participe au blockbuster Gods of Egypt d'Alex Proyas. Il y incarne la divinité égyptienne Thot, aux côtés de Gerard Butler, Nikolaj Coster-Waldau, l'australien qui monte Brenton Thwaites et la française Élodie Yung, cependant, ce long métrage est un échec critique et commercial,.

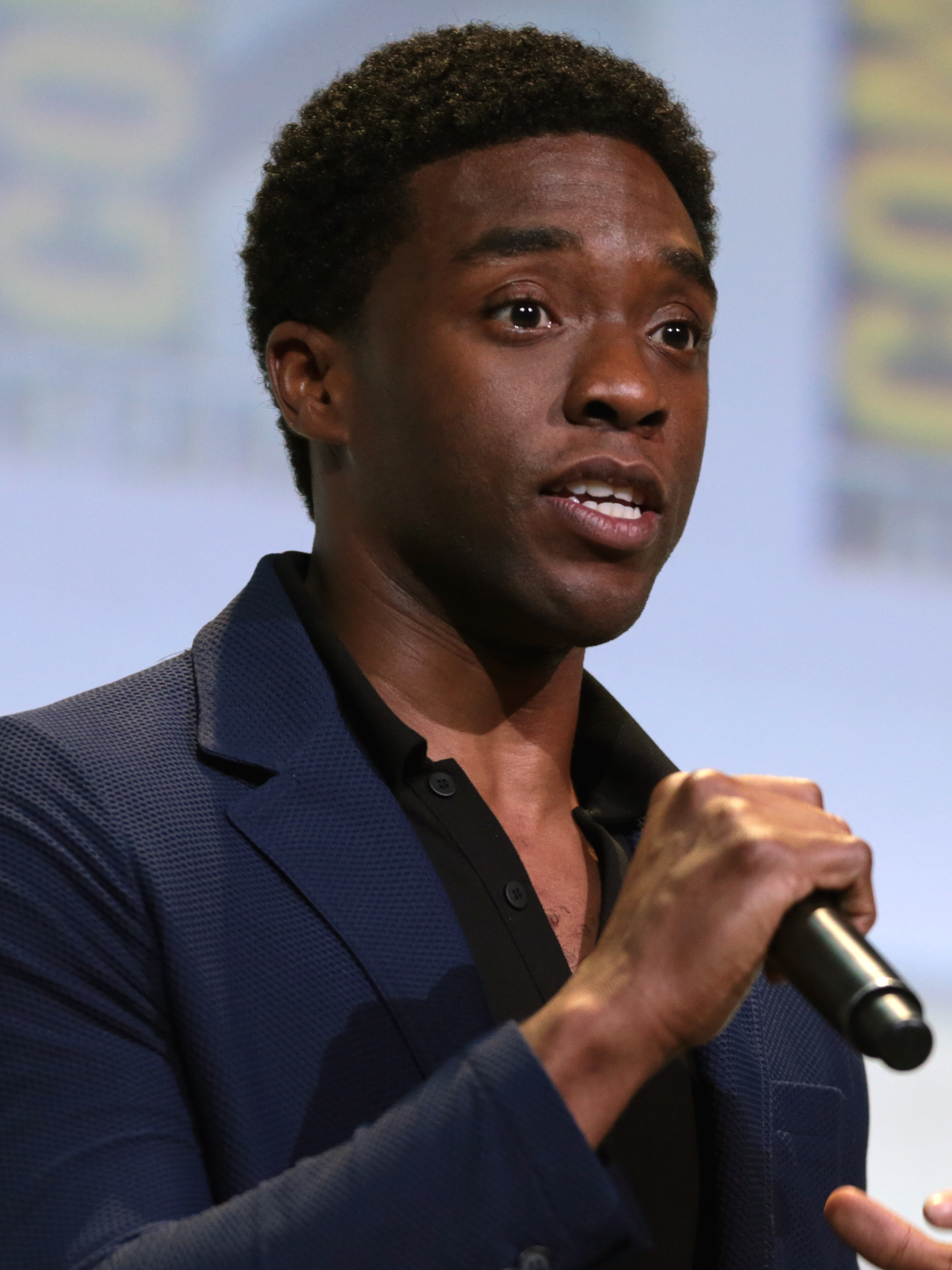
Chadwick Boseman lors de l'édition 2016 du Comic-Con à San Diego.

De plus en plus sollicité, la carrière de l'acteur prend un tournant important lorsqu'il est choisi pour se glisser dans la peau d'un super-héros Marvel, T'Challa / Black Panther, dans Captain America: Civil War. Le film est un succès critique et public qui le propulse au rang de star.
L'année d'après, il confirme et séduit grâce à deux productions : il porte le thriller Message from the King du belge Fabrice Du Welz et convainc, également et à nouveau, dans le registre du film biographique pour le drame Marshall, dans lequel il incarne le juriste Thurgood Marshall.

#### La consécration avecBlack Panther(2018-2020)
Fort de ce succès, en 2018, Chadwick Boseman endosse à nouveau le costume de la Panthère noire, cette fois-ci pour son propre film de super-héros, Black Panther, premier film des studios Marvel avec un super héros monarque d'une nation africaine moderne et futuriste, le Wakanda. Cette super production reçoit un accueil critique dithyrambique en Amérique du Nord et rencontre un succès considérable au box office. Ce rôle lui vaut notamment le MTV Movie & TV Awards du meilleur héros et de la meilleure performance dans un film. 

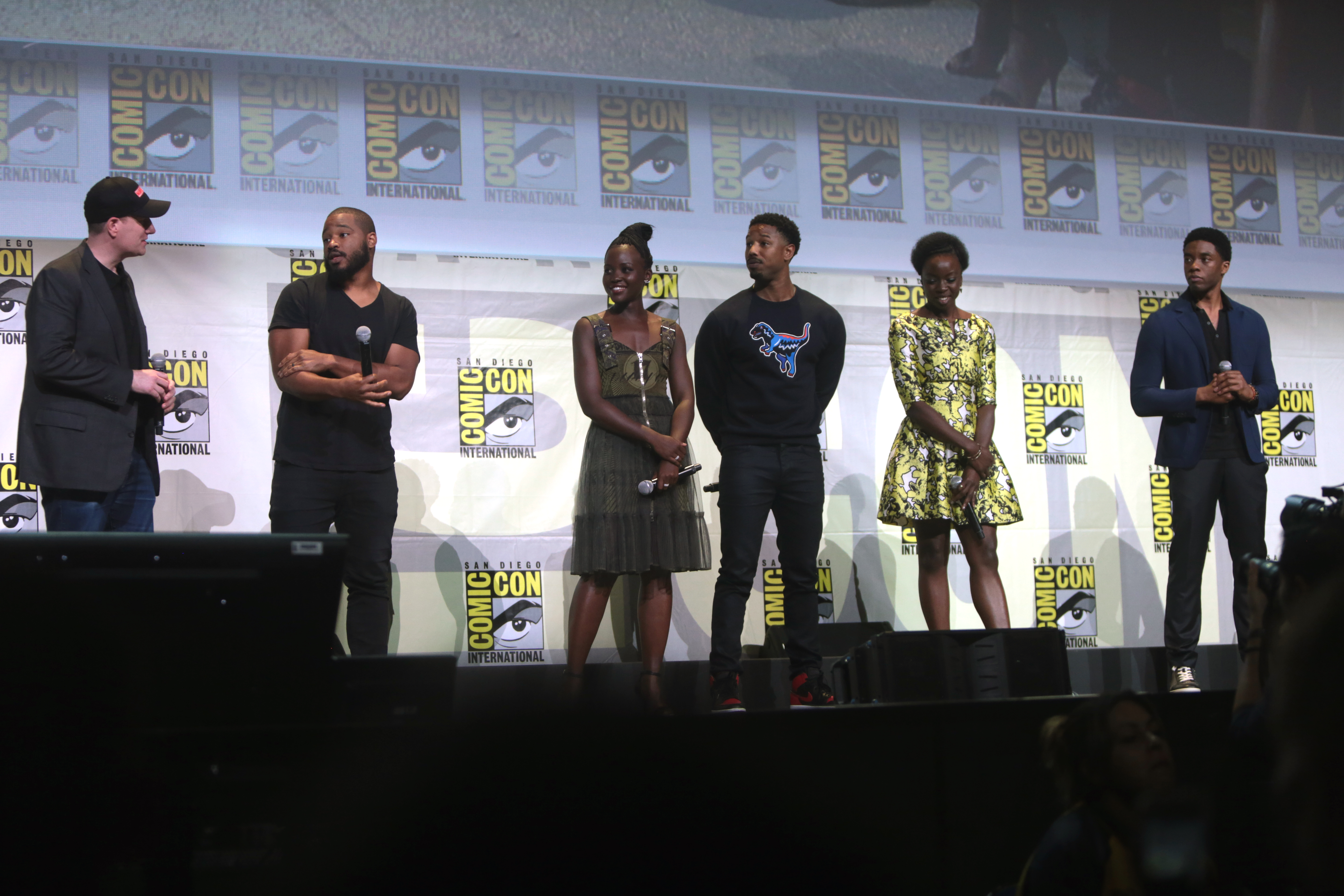
Chadwick Boseman (tout à droite) avec les acteurs de Black Panther.

Il reprend ensuite le rôle de T'Challa dans le blockbuster à succès Avengers: Infinity War qui sort aussi en 2018. La même année, il rejoint le casting de 21 Bridges, un polar commercialisé sous le titre Manhattan Lockdown en France, produit par les réalisateurs de Avengers: Infinity War dans lequel il occupe le premier rôle aux côtés de Sienna Miller. Cette production est globalement accueillie positivement par la critique. Il reprend une nouvelle et dernière fois le rôle de Black Panther en 2021, en pratiquant le doublage pour une série d'animation, What If...? aux côtés de Natalie Portman et Hayley Atwell.
Lors de la 25e cérémonie des Screen Actors Guild Awards en 2019, l'ensemble du casting principal de Black Panther est récompensé par l'Actor de la meilleure distribution. La même année, lors de la 50e cérémonie des NAACP Image Awards, l'acteur est en lice pour le prix du meilleur acteur ainsi que pour le Special Award de l'Entertainer of the Year face à Beyoncé, LeBron James, Regina King et Ryan Coogler. Il remporte celui du meilleur acteur et s'incline face à Beyoncé pour le Special Award.
La même année, Boseman est annoncé aux côtés de Viola Davis, en vedette du film Le Blues de Ma Rainey sorti en 2020, une réalisation de George C. Wolfe pour la plateforme Netflix. Son interprétation du musicien Levee Green est largement saluée et il est récompensé et nommé à titre posthume dans plusieurs cérémonies en 2021. Il obtient notamment le Golden Globe du meilleur acteur dans un film dramatique lors de la 78e cérémonie, et le Screen Actors Guild Award du meilleur acteur lors de la 27e cérémonie. Pour ce rôle, il est également nommé à l'Oscar du meilleur acteur lors de la 93e cérémonie. Sa mémoire est célébrée lors de cette cérémonie mais il ne remporte pas la récompense, ce qui crée une petite polémique car le show a été construit sur la célébration de l'acteur. Néanmoins, sa famille déclare ne pas se sentir snobée.

### Décès
En 2016, un cancer du côlon de stade 3 lui est diagnostiqué. Sa maladie, qu'il n'avait pas rendue publique, progresse ensuite au stade 4. Le 28 août 2020, âgé de 43 ans, Chadwick Boseman meurt à son domicile de Los Angeles des suites de ce cancer. Sa famille indique dans un communiqué publié sur les réseaux sociaux qu'« incarner le roi T'Challa dans Black Panther avait été le grand honneur de sa carrière » et qu'il « est mort chez lui, entouré de sa femme et de sa famille ». Le communiqué indique également que « tous [ces films] ont été filmés pendant et entre d’innombrables chirurgies et chimiothérapies ». La National Association for the Advancement of Colored People (NAACP) félicite Boseman pour « avoir montré comment vaincre l’adversité avec grâce » et « marcher comme un roi, sans perdre le contact commun ». Les cendres de Boseman sont enterrées dans Welfare Baptist Church Cemetery en Belton, Caroline du Sud.

### Vie privée
De 2018 jusqu'à sa mort, Chadwick Boseman est en couple avec Taylor Simone.

## Filmographie

### En tant qu'acteur

#### Longs métrages
- 2008 : The Express de Gary Fleder : Floyd Little
- 2012 : The Kill Hole de Mischa Webley : lieutenant Samuel Drake
- 2013 : 42 de Brian Helgeland : Jackie Robinson
- 2014 : Get on Up de Tate Taylor : James Brown
- 2014 : Le Pari (Draft Day) d'Ivan Reitman : Vontae Mack
- 2016 : Gods of Egypt d'Alex Proyas : Thot
- 2016 : Captain America: Civil War d'Anthony et Joe Russo : T'Challa / Black Panther
- 2017 : Message from the King de Fabrice Du Welz : Jacob King (également producteur exécutif)
- 2017 : Marshall de Reginald Hudlin : Thurgood Marshall (également coproducteur)
- 2018 : Black Panther de Ryan Coogler : T'Challa / Black Panther
- 2018 : Avengers: Infinity War d'Anthony et Joe Russo : T'Challa / Black Panther
- 2019 : Avengers: Endgame d'Anthony et Joe Russo : T'Challa / Black Panther
- 2019 : Manhattan Lockdown (21 Bridges) de Brian Kirk : Andre Davis (également producteur)
- 2020 : Da 5 Bloods : Frères de sang (Da 5 Bloods) de Spike Lee : Norman
- 2020 : Le Blues de Ma Rainey (Ma Rainey's Black Bottom) de George C. Wolfe : Levee Green
- 2022 : Black Panther: Wakanda Forever de Ryan Coogler : T’Challa / Black Panther (hommage dans l’introduction des studios Marvel et flashbacks extraits du premier film)

#### Courts métrages
- 2004 : Date d'Eva Saks : un New Yorker
- 2006 : LadyLike de Safiya Songhai : l'homme
- 2007 : The Appointment de Kevin Forte : le déménageur
- 2014 : 9 Kisses d'Elaine Constantine : le musicien

#### Séries télévisées
- 2003 : New York 911 (Third Watch) : David Wafer (saison 5, épisode 4)
- 2003 : La Force du destin (All My Children) : Reggie Porter Montgomery (épisode non communiqué)
- 2004 : New York, police judiciaire (Law and Order) : Foster Keyes (saison 14, épisode 16)
- 2006 : Les Experts : Manhattan (CSI: NY) : Rondo (saison 2, épisode 23)
- 2008 : Urgences (ER) : Derek Taylor (saison 15, épisode 6)
- 2008 : Cold Case : Affaires classées (Cold Case) : Dexter « Dex » Collins en 2005 (saison 6, épisode 10)
- 2008-2009 : Retour à Lincoln Heights (Lincoln Heights) : Nathaniel Ray Taylor (rôle récurrent, saisons 3 et 4 - 9 épisodes)
- 2009 : Lie to Me : Cabe McNeil (saison 2, épisode 2)
- 2010 : Persons Unknown : Sergent Graham McNair (rôle principal, saison 1 - 13 épisodes)
- 2010 : The Glades : Michael Richmond (saison 1, épisode 9)
- 2011 : Castle : Chuck Russell (saison 3, épisode 12)
- 2011 : Detroit 1-8-7 : Tommy Westin (saison 1, épisode 14)
- 2011 : Justified : Ralph « Flex » Beeman (saison 2, épisode 4)
- 2011 : Fringe : Cameron James (saison 4, épisode 4)
- 2021 : What If...? : T'Challa / Star-Lord / Black Panther  (voix - 3 épisodes)

### En tant que réalisateur
- 2008 : Blood Over a Broken Pawn (court métrage, également scénariste et producteur délégué)
- 2012 : Heaven (court métrage, également producteur délégué)

### En tant que producteur
- 2009 : In Retrospect... de Logan Coles (court métrage, producteur délégué)
- 2014 : Perfect Day de Derrick L. Sanders (court métrage, producteur délégué)

## Distinctions
Sauf indication contraire, les informations mentionnées dans cette section peuvent être confirmées par la base de données cinématographiques IMDb,  présente dans la section « Liens externes ».

### Récompenses
- Hollywood Black Film Festival 2008 : Meilleur court métrage pour Blood Over a Broken Pawn
- CinemaCon 2014 : Star masculine de demain
- Festival international du film de Santa Barbara 2015 : Virtuoso Award du meilleur acteur pour Get on Up
- BET Awards 2018 :
  - Meilleur acteur pour Marshall
  - Meilleur acteur pour Black Panther
- MTV Movie & TV Awards 2018 :
  - Meilleure performance dans un film pour Black Panther
  - Meilleur héros pour Black Panther
- 44e cérémonie des People's Choice Awards 2018 : Star masculine de cinéma de l'année pour Black Panther
- 25e cérémonie des Screen Actors Guild Awards 2019 : Meilleure distribution pour Black Panther
- Black Reel Awards 2019 : Meilleur acteur pour Black Panther
- 50e cérémonie des NAACP Image Awards 2019 : Meilleur acteur pour Black Panther
- Satellite Awards 2021 : Meilleur acteur dans un second rôle pour Da 5 Bloods : Frères de sang
- London Film Critics Circle Awards 2021 : Acteur de l'année pour Le Blues de Ma Rainey
- Golden Globes 2021 : Meilleur acteur dans un film dramatique pour Le Blues de Ma Rainey
- Screen Actors Guild Awards 2021 : Meilleur acteur pour Le Blues de Ma Rainey

### Nominations
- Acapulco Black Film Festival 2014 : Révélation de l'année pour 42
- Chicago Film Critics Association 2013 : Interprète prometteur pour 42
- Black Reel Awards 2014 : Meilleure révélation masculine pour 42
- NAACP Image Awards 2014 : Meilleur acteur pour 42
- Village Voice Film Poll 2014 : Meilleur acteur pour Get on Up
- Black Reel Awards 2015 : Meilleur acteur pour Get on Up
- NAACP Image Awards 2015 : Meilleur acteur pour Get on Up
- 18e cérémonie des Teen Choice Awards 2016 : 
  - Meilleur voleur de vedette dans un film pour Captain America : Civil War
  - Meilleure alchimie dans un film pour Captain America : Civil War, nomination partagée avec Robert Downey Jr., Scarlett Johansson, Don Cheadle et Paul Bettany
- Kids' Choice Awards 2017 : Meilleure distribution pour Captain America : Civil War
- NAACP Image Awards 2017 : Meilleur acteur dans un second rôle pour Captain America : Civil War
- 43e cérémonie des Saturn Awards 2017 : meilleur acteur dans un second rôle pour Captain America : Civil War
- Black Reel Awards 2018 : Meilleur acteur pour Marshall
- Black Reel Awards for Television 2018 : Meilleur acteur invité dans une série télévisée comique pour Saturday Night Live
- MTV Movie & TV Awards 2018 :
  - Meilleure équipe à l'écran pour Black Panther, nomination partagée avec Lupita Nyong'o, Danai Gurira et Letitia Wright
  - Meilleur combat pour Black Panther, nomination partagée avec Winston Duke
- NAACP Image Awards 2018 :
  - Meilleur acteur pour Marshall
  - Interprète de l'année
- 44e cérémonie des People's Choice Awards 2018 : Star d'un film d'action de l'année pour Black Panther
- 44e cérémonie des Saturn Awards 2018 : meilleur acteur pour Black Panther
- 20e cérémonie des Teen Choice Awards 2018 :
  - Meilleur acteur dans un film de science-fiction pour Black Panther
  - Meilleur baiser à l'écran pour Black Panther, nomination partagée avec Lupita Nyong'o
  - Meilleure alchimie à l'écran pour Black Panther, nomination partagée avec Lupita Nyong'o
- Bet Awards 2019 : Meilleur acteur pour Avengers: Infinity War
- Gold Derby Awards 2019 : Meilleure distribution pour Black Panther
- Kids' Choice Awards 2019 : Acteur préféré dans un film pour Black Panther
- 50e cérémonie des NAACP Image Awards 2019 : Entertainer of the Year
- Screen Actors Guild Awards 2021 : Meilleur acteur dans un second rôle pour Da 5 Bloods : Frères de sang
- Oscars 2021 : Meilleur acteur pour Le Blues de Ma Rainey

### Doctorathonoris causa
- Docteur honoris causa en Humane Letters de l'université Howard à Washington, D.C. (2018)[22]

## Voix francophones

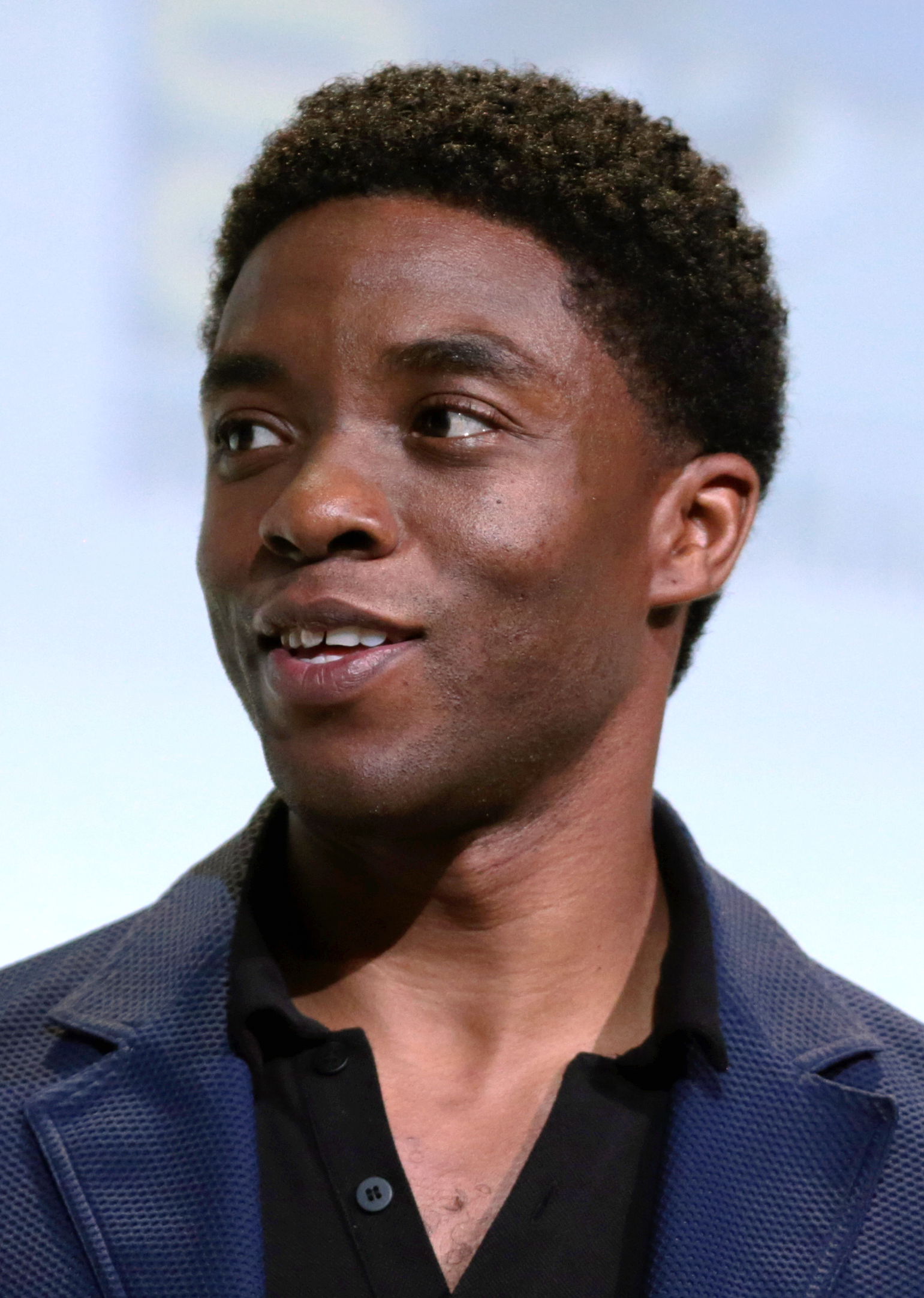
L'acteur en 2016 à la Comic Con internationale

En France, Namakan Koné est la voix française régulière de Chadwick Boseman jusqu'au décès de l'acteur. Il le double dans 42, Gods of Egypt, dans le MCU, Message from the King, Manhattan Lockdown, Da 5 Bloods : Frères de sang et Le Blues de Ma Rainey. À titre exceptionnel, Frantz Confiac le double dans Persons Unknown, Mohad Sanou dans Get on Up et Karim Barras dans Marshall.